# 한국의 공산주의

1998년까지 공산주의를 정치이념으로 채택했었던 조선민주주의인민공화국의 국기

한국의 공산주의는 20세기 초에 정치적 운동으로 처음 나타났다. 해방 이후로 공산주의와 자본주의의 이념 차이가 한국의 정치계를 지배하게 되었다. 조선민주주의인민공화국은 조선로동당은 공식적으로는 사회주의의 일종인 주체사상을 정치 이념으로 따르고 있다. 대한민국에서는 국가보안법이 북한과 연계된 것으로 의심되는 집단을 범죄화하는 데 사용되어 왔다. 북한은 1991년 해체 이후 소련의 경제원조가 중단되고 1980년대 경기둔화와 1990년대 기근에 따른 스탈린주의 정책의 비실용적 이데올로기로 1992년과 1998년 헌법개정에서 공산주의를 주체사상으로 대체했다. 여전히 북한의 산업과 농업은 정부에 의해 관리된다.

## 역사

### 창당 이전
최초의 한국인 공산주의자로 여겨지는 인물은 러시아에 살았던 알렉산드라 킴이다. 그녀는 1916년에 볼셰비키에 가입했고, 1917년 블라디미르 레닌에 의해 시베리아로 보내져 반혁명 세력과 연합 원정군에 대항하여 고려인들을 동원하였다. 하바롭스크의 극동당부에서 대외 업무를 담당하며 이동휘, 김립을 위시한 독립운동가과 친분을 쌓는다. 이들은 1918년 6월 28일 한국 최초의 공산당인 한인사회당을 창당했다.

### 조선공산당의 창당
반면 조선로동당의 전신인 조선공산당은 1925년 서울에서 열린 비밀회의에서 박헌영, 김단야, 조봉암 등에 의해 창당되었다. 이후 1928년 8월부터 9월까지 열린 제6차 국제회의에서 코민테른의 인정을 받았다. 그러나 코민테른으로 활동한 지 불과 몇 달 만에 창당 때부터 당을 괴롭혔던 엠엘파, 화요파 등 경쟁 파벌 간의 끊임없는 불화로 코민테른은 같은 해 12월 조선공산당을 해산한다. 이후 한국의 공산주의자들은 중국으로 망명하여 중국 공산당에 참여하고, 1930년대 초에는 중국 공산당과 힘을 합쳐 일본군에 대항하여 게릴라 활동을 시작했다.

### 해방 이후

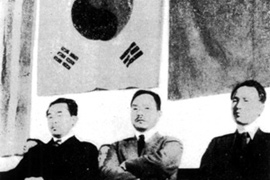
1946년 10월 서울에서 열린 조선공산당 제21주년 창립기념 행사.

1945년 광복 이후 한국의 공산주의자들이 처한 상황은 격변한다. 대한민국에서는 1945년 공산당 지도자 박헌영이 석방되자마자 서울에서 중앙위원회를 조직하고 서기를 맡았다.
소련의 붉은 군대는 1945년 8월 한국의 북부를 점령하였다. 그러나 당시 북한에는 공산당 간부들이 거의 없었다. 소련은 제2차 세계 대전 말 한국으로 돌아온 망명 공산주의자나 소련 내 고려인들에게 크게 의존하기 시작했는데, 그 중 김일성이 있었다. 김일성은 소련으로 건너가 붉은 군대의 대위로 임관하고, 소련이 북한에서 공산당의 지도자를 물색하고 있을 때 평양에 귀환했다.
1945년 10월 13일 북조선공산당이 설립되었다. 이 공산당은 엄밀히 말하자면 서울에 기반을 둔 당 지도부의 통제 아래 있었지만, 실제로는 남한과의 접촉은 거의 하지 않은 채 소련 당국의 협조를 받았다. 북조선공산당의 초대 책임비서는 1930년대 코민테른에 의해 한국에 파견되어 지하 활동을 한 김용범이었다. 김일성은 1945년 12월 김용범의 뒤를 이어 조선민주주의인민공화국 책임비서가 되었다. 그러나 북한의 역사학자들은 김일성이 조선총독부 출범 때부터 조선민주주의인민공화국의 위원장이 되었다고 주장하면서 이에 이의를 제기하고, 10월 10일을 김일성이 북한 최초의 진정한 공산당을 창당한 '당 창건일'로 간주한다. 북조선공산당이라는 명칭은 '조선공산당 조직위원회'로 변경되었다고 주장한다.
1946년 7월 22일 조선공산당은 조선신민당, 조선사회민주당, 천도교청우당과 함께 조국통일민주주의전선을 설립한다.

### 남조선로동당과 북조선로동당의 설립

북조선로동당기

1946년 7월 29일 김두봉의 조선신민당과 조선공산당은 양당 중앙위원회 합동총회를 개최하고 북조선로동당으로 통합하기로 합의하였다. 조선로동당 창당대회는 8월 28일부터 30일까지 열렸다. 초대 당 중앙위원장으로 조선신민당의 당수였던 김두봉이 선출되었다. 당 부주석은 주영하와 김일성이었다. 창당 당시 당원은 약 36만 6천 명으로, 당세포수는 약 1만 2천 개에 이르렀다.
같은해 11월 23일, 두 당이 정식으로 통합하고 북조선로동당이 창당되었다. 그러나 조선신민당에는 주로 식자층을, 조선공산당은 주로 노동자들과 농민들을 기반으로 두었다. 공산주의자들은 내부적인 이견과 갈등이 커져갔으며 새로운 통일 정당에는 서로 공산주의 분파들이 양립했다. 신당 창당 당시 당의 핵심 이념으로써 마르크스-레닌주의에 대한 논의가 이루어졌다. 김일성은 총회의에서 마르크스-레닌주의 성향을 유지하는 것에 찬성했다.
조선공산당 북조선 지부를 제외한 나머지는 여전히 38선 이남에서 활동하였다. 1946년 11월 23일 북조선공산당과 마찬가지로 남조선신민당, 조선인민당과 합당하여 남조선로동당(남로당)이 되었다.
남로당은 곧 대한민국에서 불법화되었지만, 당은 비밀 조직망을 통해 상당한 추종자들을 얻을 수 있었다. 노동조합 운동인 조선노동조합전국평의회이 당과 연결되었다. 1947년부터는 무장 게릴라 투쟁을 시작하였다. 당에 대한 박해가 심해지자 당 지도부의 상당 부분이 평양으로 이동했다. 남로당은 대한민국 정부 수립에 반대하여 1948년 2월에서 3월 사이에는 이에 반대하는 총파업을 일으켰다. 1948년 4월 3일에는 제주 4·3 사건을 일으켰는데 이를 진압하는 과정에서 다수의 양민과 군경이 희생되었다.

### 계파 싸움
당시 북조선로동당에는 크게 네 계파가 있었는데, 각각 다음과 같다.
- 허가이가 이끄는 소련파는 1870년대부터 가족이 러시아로 이주한 뒤 러시아에서 태어나거나 자란 사람들이다.[17][18] 이들 중 1920년~1930년대에 공산주의 공작원으로 한국에 파견되었던 사람들도 있었지만, 대부분은 붉은 군대의 일원이거나 광복 이후 북한에서 살고 있던 민간인들이었다. 이 계파는 광복직후 평양에서 초기 공산당의 당 구조를 구축하는 데 중요한 역할을 했다.[19]
- 국내파는 한반도를 떠나지 않고 독립군에 가담했던 인물들이다. 주요 인물로는 오기섭, 정달헌, 이주하, 주영하, 김용범 등등이 있었다.[20] 서울에 있던 옛 조선공산당 지도부와 정치적으로 결부되어 있었는데, 박헌영이 이끄는 남로당을 말한다.
- 연안파는 처음에는 김무정이, 그 다음에는 김두봉과 최창익이 이끌었다. 중국 산시성 옌안시에 지역 본부가 있는 중국공산당에 가입했었던 망명자들로 이루어져 있다. 이들은 마오쩌둥과 친분이 있었다.
- 빨치산파는 김일성이 이끌었으며, 만주에서 활동한 빨치산 출신으로 구성되었다. 이들 중 상당수는 일본이 이들을 진압하자 만주를 탈출해 소련으로 건너가 붉은 군대에서 복무하였다.

당 지도부에는 각 파벌들이 비례적으로 들어있었다. 최고 정치국에는 소련파 3명, 연안파 6명, 국내파 2명, 빨치산파 2명이 들어있었다. 빨치산파는 중앙위 분파 중 가장 작은 분파였지만, 현재 북한 정부를 이끌고 있으며 당내에서 영향력이 큰 김일성을 갖고 있었다. 게다가 김일성은 소련의 지원을 받았다.

### 조선로동당의 설립

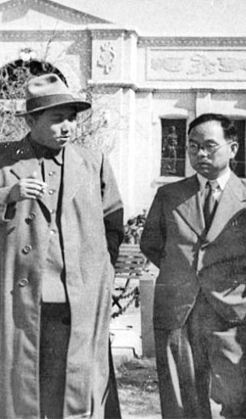
1948년 김일성과 박헌영

1949년 6월 30일 평양에서 북조선로동당과 남조선로동당이 통합되어 조선로동당이 되었다. 조선로동당 중앙위원회는 위원장으로 김일성, 부위원장으로 박헌영, 허가이가 선출되었고, 중앙위원회의 정치위원회의 의장에는 김일성, 부의장에는 박헌영이 선출되었다. 이들 중 대부분은 이후 김일성에 의해 숙청되었다.
조선로동당 집권 초기 5년간은 6.25 전쟁이 상황을 지배했다. 1950년 10월, 유엔군은 38선 이북의 대부분을 점령했고, 조선로동당 지도부는 중국으로 도망쳐야 했다. 그러나 11월, 조선인민군과 중공군이 전쟁에 뛰어들어 유엔군을 밀어내고 12월에는 평양을, 1951년 1월에는 서울을 탈환했다. 3월에 유엔군이 서울을 재탈환했으며 전선은 교착되어 결국 1953년 휴전선이 결정되었다. 이후 공산주의는 대한민국 내에서 대대적인 퇴출 대상이 되었다.

## 같이 보기
- 조선로동당
- 조선공산당
- 공산주의